# La Roquebrussanne
La Roquebrussanne – miejscowość i gmina we Francji, w regionie Prowansja-Alpy-Lazurowe Wybrzeże, w departamencie Var.
Według danych na rok 1990 gminę zamieszkiwało 1235 osób, a gęstość zaludnienia wynosiła 33 osoby/km² (wśród 963 gmin regionu Prowansja-Alpy-W. Lazurowe La Roquebrussanne plasuje się na 340. miejscu pod względem liczby ludności, natomiast pod względem powierzchni na miejscu 242.).